# 長島朗
長島 朗（ながしま あきら、1965年8月18日 - ）は、東京都出身のITプロデューサー、マルチメディアディレクター、ゲームプロデューサー。血液型はO型。趣味は日曜大工。
代表作には、プレイステーション版ゲーム「NIGHT HEAD -THE LABYRINTH」などがある。

## 概要
マイコン時代からプログラムを作成し1983年にNEC製パソコンPC-6001のBASIC言語のゲーム作品集「PC-6001ゲームプログラム BASICソースブックス 1 」「PC-6001ゲームプログラム BASICソースブックス 2」工学図書などのプログラム提供をはじめる。
ゲームマルチメディアのプログラム開発に携わり、その後Macintoshのマニュアル本等の執筆を行う。
PCインターネット協力では1994年「レボリューションNo.8」（CX系深夜）のインターネットホームページの制作と運用、ネットライブ中継の技術支援等も行った。
CG協力では、1996年〜の「音の犯罪捜査官・響奈津子」音の犯罪捜査官・響奈津子(1)　いたずら電話殺人事件シリーズなどがある。

## 作品等

### 書籍
- 「PC-6001ゲームプログラム BASICソースブックス 1」ISBN 9784769201021
- 「PC-6001ゲームプログラム BASICソースブックス 2」ISBN 9784769201038
- 「一週間でマスターする漢字Talk7．5 For Macintosh」　ISBN 978-4-89563-411-3
- 「一週間でマスターする漢字Talk7．5．5 For Macintosh」　ISBN 978-4-89563-033-7

### ゲームソフト
- プレイステーション
  - 「NIGHT HEAD -THE LABYRINTH」-（発売元：フジテレビ・ポニーキャニオン・ホリプロ/製品番号：SLPS 00111/ジャンル：アドベンチャー）